# 평행 진화
평행 진화(parallel evolution)란 밀접하게 관련되어 있지 않지만 같은 조상을 가진 종 사이에 개별적으로 유사한 특성이 발전하는 것을 말한다.

## 평행 진화와 수렴 진화
평행 진화는 같은 조상에서 파생된 후손들이 공통된 유전자 풀을 가지고 있기 때문에 비슷한 특성을 갖고 진화하는 것인 반면 수렴 진화는 전혀 다른 조상에서 나온 후손들이 기능적인 필요에 따라 비슷한 형태로 진화하게 되는 것을 말한다.

## 사례
- 포식자 경고나 짝짓기 용으로 색을 사용하는 특성은 여러 서로 다른 종에서 진화되었다.
- 식물의 경우 가장 쉽게 찾아볼 수 있는 평행 진화의 사례는 잎사귀의 형태이다. 매우 유사한 잎사귀 패턴이 서로 다른 과와 속에서 반복해서 발견된다.
- 나비의 경우 매우 유사한 날개의 색과 패턴이 같은 과 내에서나 서로 다른 과 사이에서 많이 발견된다.
- 같은 조상을 공유하는 구대륙과 신대륙의 산미치광이는 모두 눈에 띄게 유사한 가시 구조를 가지고 진화했다. 고슴도치와 바늘두더지 또한 비슷한 구조로 진화했기 때문에 수렴 진화의 사례이기도 하다.

### 유대류와태반류사이의 평행 진화
평행 진화의 가장 극적인 사례는 포유류에서 발견 할 수 있다. 약 1억년 전 곤드와나와 같은 큰 땅덩어리가 갈라짐에 따라 진화적으로 독립된 길을 걷게 된 태반류와 유대류가 바로 그 예이다.  남아메리카에서는 유대류와 태반류가 같은 자연 환경을 공유했으나 오스트레일리아의 경우 유대류가 주를 이루었다. 구세계의 경우 태반류가 대부분을 차지한다. 그러나 이 모든 지역에서 포유류는 6500만년 전 공룡이 멸종하기 전까지 생태계의 매우 작은 부분을 차지하고 있을 뿐이었다. 공룡의 대 멸종 이후 포유류는 세계의 대륙 모두에서 이전보다 훨씬 다양한 형태와 역할을 갖게 되었다. 몇몇 특성들은 각각의 자연 환경에 따라 독특한 것도 있었지만 놀랍게도 두세계의 분리된 대륙에서 유사한 동물들이 생겨났다. 서로 다리를 구분하기 힘든 리톱턴과 말이 바로 그러한 사례이다. 유럽 검치호나 남아메리카 유대목 검치호, 태즈메이니아주머니늑대와 유럽 늑대, 두더지와 날다람쥐와 들쥐 또한 비슷한 사례이다.

## 같이 보기
- 수렴 진화
- 상동성
- 상사성
- 진화